# Wahlkreis Galloway and West Dumfries
| Galloway and West Dumfries                  |
| ------------------------------------------- |
| Galloway and West Dumfries · South Scotland |
| Gebildet                                    |
| 2011                                        |
| Abgeordneter:                               |
| Finlay Carson (Conservative)                |
| Regionen                                    |
| Dumfries and Galloway                       |

Galloway and West Dumfries ist ein Wahlkreis für das Schottische Parlament. Er wurde im Zuge der Revision der Wahlkreise im Jahre 2011 als einer von neun Wahlkreisen der Wahlregion South of Scotland eingeführt. Er umfasst weite Teile des ehemaligen Wahlkreises Galloway and Upper Nithsdale, darunter auch den Westteil der Stadt Dumfries in der Council Area Dumfries and Galloway. Der Wahlkreis entsendet einen Abgeordneten.
Der Wahlkreis erstreckt sich über eine Fläche von 3636 km2. Im Jahre 2020 lebten 72.504 Personen innerhalb seiner Grenzen.

## Wahlergebnisse

### Parlamentswahl 2011
| Ergebnisse der Parlamentswahl 2011 | Ergebnisse der Parlamentswahl 2011 | Ergebnisse der Parlamentswahl 2011 | Ergebnisse der Parlamentswahl 2011 |
| Partei                             | Kandidat                           | Stimmen                            | %                                  |
| ---------------------------------- | ---------------------------------- | ---------------------------------- | ---------------------------------- |
| Conservative                       | Alex Fergusson                     | 11.071                             | 36,9                               |
| SNP                                | Aileen McLeod                      | 10.209                             | 34,0                               |
| Labour                             | Willie Scobie                      | 7954                               | 26,5                               |
| Liberal Democrats                  | Joe Rosiejak                       | 763                                | 2,5                                |
| Wahlbeteiligung: 29.997 (52,99 %)  |                                    |                                    |                                    |

### Parlamentswahl 2016
| Ergebnisse der Parlamentswahl 2016 | Ergebnisse der Parlamentswahl 2016 | Ergebnisse der Parlamentswahl 2016 | Ergebnisse der Parlamentswahl 2016 | Ergebnisse der Parlamentswahl 2016 |
| Partei                             | Kandidat                           | Stimmen                            | %                                  | ±                                  |
| ---------------------------------- | ---------------------------------- | ---------------------------------- | ---------------------------------- | ---------------------------------- |
| Conservative                       | Finlay Carson                      | 14.527                             | 43,5                               | +6,6                               |
| SNP                                | Aileen McLeod                      | 13.013                             | 39,0                               | +5,0                               |
| Labour                             | Fiona O’Donnell                    | 4.876                              | 14,6                               | −11,9                              |
| Liberal Democrats                  | Andrew Metcalf                     | 947                                | 2,8                                | +0,3                               |
| Wahlbeteiligung: 33.458 (59,4 %)   |                                    |                                    |                                    |                                    |

### Parlamentswahl 2021
| Ergebnisse der Parlamentswahl 2021 | Ergebnisse der Parlamentswahl 2021 | Ergebnisse der Parlamentswahl 2021 | Ergebnisse der Parlamentswahl 2021 | Ergebnisse der Parlamentswahl 2021 |
| Partei                             | Kandidat                           | Stimmen                            | %                                  | ±                                  |
| ---------------------------------- | ---------------------------------- | ---------------------------------- | ---------------------------------- | ---------------------------------- |
| Conservative                       | Finlay Carson                      | 17.486                             | 47,0                               | +3,5                               |
| SNP                                | Emma Harper                        | 14.851                             | 39,9                               | +0,9                               |
| Labour                             | Archie Dryburgh                    | 2.932                              | 7,9                                | −6,7                               |
| Green                              | Laura Moodie                       | 970                                | 2,6                                | +2,6                               |
| Liberal Democrats                  | Iain McDonald                      | 948                                | 2,5                                | −0,3                               |
| Wahlbeteiligung: 65 %              |                                    |                                    |                                    |                                    |